# VI съезд КПК
VI съезд Коммунистической партии Китая проходил с 18 июня по 11 июля 1928 года в СССР (село Никольское Московской губернии). Единственный съезд КПК, состоявшийся за пределами Китая.
На съезде присутствовало 84 делегата и 34 кандидата в делегаты, представляющих 20-25 тыс. членов КПК (есть данные, что точное число делегатов было меньше, так как часть из них не успела доехать в Москву в срок или была арестована Гоминьданом).

## Политическая обстановка накануне съезда
В результате осуществлённого лидером Китая Чан Кайши переворота Коммунистической партии Китая был нанесён существенный удар. В ходе последовавших за переворотом репрессий тысячи коммунистов были убиты и заключены в тюрьмы, возможность легальной работы на контролируемых Гоминьданом территориях исчезла. В связи с этим, проведение очередного съезда в Китае было сопряжено с опасностью ареста его делегатов и потерей партией руководящих кадров.
В то же время, в Москве на весну 1928 года было назначено проведение 4-го конгресса Профинтерна, а на лето — 6-го конгресса Коминтерна, 5-го конгресса КИМ. В связи с тем, что делегаты КПК должны были принимать участие в этих конгрессах, её Политбюро предложило Коминтерну провести съезд в Москве.
Съезд проходил в селе Никольское (ныне посёлок Первомайское в Троицком административном округе Москвы). Ответственный за организацию съезда был Павел Миф, в организационной части приняли участие студенты УТК им. Сунь Ятсена. В период проведения съезда сведения о нём в целях конспирации в советской прессе не публиковались.
В одном из домов во время съезда размещались почётные делегаты: Чжоу Эньлай с женой Дэн Ичао, Цюй Цюбо с женой Ян Чжихуа и др. Для семейных пар были выделены отдельные комнаты, другие помещались по нескольку человек в комнате. Здесь же останавливались приезжавшие из Москвы Н. И. Бухарин, П. Миф, Ван Мин.

## Обсуждаемые вопросы

Здание, в котором проходили заседания 6 съезда КПК. Фото начала XX века

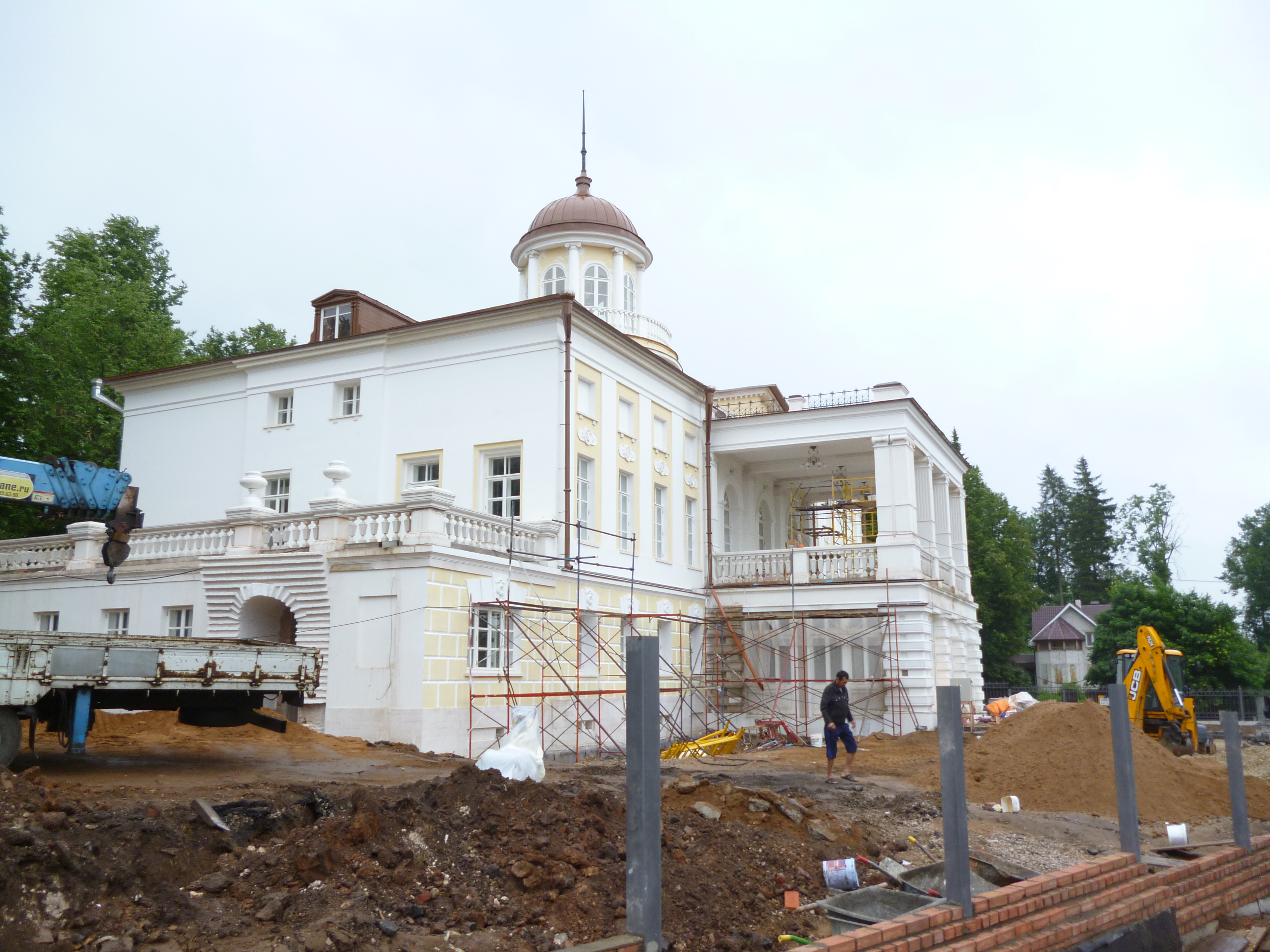
Реконструкция здания. 2015 год

Съезд должен был дать оценку причинам поражения Китайской революции 1925—1927, перегруппировать силы коммунистов, определить курс и политику партии на новый этап и добиться единства взглядов партии.
18 июня от имени ЦК КПК съезд открыл Цюй Цюбо. Был избран президиум из 15 человек, в котором ЦК КПК представляли Цюй Цюбо, Чжан Готао и Чжоу Эньлай, комсомол — Гуань Сянъин, Всекитайскую федерацию профсоюзов — Сян Чжунфа, Су Чжаочжэн и Сян Ин.
В ходе съезда представлявшим Коминтерн Н. Бухариным были подвергнуты критике правый оппортунизм Чэнь Дусю, которого обвиняли в поражении китайской революции, и Цюй Цюбо за идеи крайне левого «путчизма».
Съезд признал, что китайское общество в тот момент по-прежнему являлось полуколониальным и полуфеодальным, а китайская революция на текущем этапе по своему характеру являлась буржуазно-демократической.
Были сформулированы три основные задачи китайской революции: завоевание национальной независимости и объединение страны; ликвидация феодальных пережитков; свержение власти Гоминьдана и установление революционно-демократической диктатуры рабочего класса и крестьянства в форме Советов.
Съезд выработал программу демократической революции из десяти пунктов. Поскольку политическая ситуация в Китае находилась в промежутке между приливами революционной борьбы, главной задачей партии в предстоящий период должно стать не организация наступления и всеобщих восстаний, а привлечение на свою сторону масс и подготовка нового подъёма революции.
Впервые КПК приняла развёрнутую аграрную программу, выдвигавшую требование конфискации всей помещичьей земли и передачи её малоземельному и безземельному крестьянству.
В ходе съезда был избран новый состав ЦК, в который вошли 23 члена и 13 кандидатов в члены. Впервые в истории КПК в партии было установлено пролетарское руководство, а выходец из рабочих рядов Сян Чжунфа сменил Цюй Цюбо на посту Генерального секретаря. В состав Политбюро вошли Сян Чжунфа, Чжоу Эньлай, Су Чжаочжэн, Сян Ин, Цюй Цюбо, Чжан Готао, Цай Хэсэнь.

## Последствия
Съезд сумел избежать раскола в рядах партии, вероятность которого в случае проведения съезда в Китае была весьма высока.
Выбор Сян Чжунфа Генеральным секретарём КПК позволил его другу Ли Лисаню взять руководство партией в свои руки. Впоследствии «линия Ли Лисаня» была осуждена руководством КПК.

## Музей в Старо-Никольском
В 2013 году руины усадьбы Мусиных-Пушкиных Старо-Никольское, где 85 лет назад проходил съезд Коммунистической партии Китая, были переданы Китайскому культурному центру. Летом 2015 года правительство Москвы подписало решение о реставрации здания и создании в нём филиала Музея VI съезда Коммунистической партии Китая.
Усадьба была полностью восстановлена китайской стороной по проекту российских реставраторов (руководство работами производила архитектор-реставратор Е. Н. Киселева), территория благоустроена. После этого летом 2016 года экспозиция открылась для публики. Торжественное открытие постоянной выставки, посвященной VI съезду КПК, состоялось 4 июля 2016 года. В церемонии приняли участие вице-премьер Госсовета КНР Лю Яньдун и вице-премьер РФ Ольга Голодец.
К началу 2019 года музей посетили свыше 16 тысяч туристов.